# Aeroporto di Santander
L'Aeroporto di Santander (Parayas) (IATA: SDR, ICAO: LEXJ) è un aeroporto internazionale vicino a Santander, in Spagna e l'unico aeroporto in Cantabria. Nel 2012 l'aeroporto ha gestito 1.117.617 passeggeri e 17.070 voli, molto più che nel 1995, quando ha gestito solo 180.000 passeggeri. Da allora, il traffico è diminuito a seguito della tendenza in aeroporti spagnoli e la diminuzione di operazioni da alcune delle aziende.
Dal 16 aprile 2015 l'aeroporto è stato intitolato al famoso golfista Severiano Ballesteros, scomparso nel 2011, che era originario della Cantabria e che è considerato lo sportivo locale più internazionalmente noto.